# Collegio elettorale di Gubbio (Camera dei deputati)
Il collegio di Gubbio fu un collegio elettorale uninominale della Repubblica Italiana per l'elezione della Camera dei deputati. Apparteneva alla circoscrizione Umbria e fu utilizzato per eleggere un deputato nella XII, XIII e XIV legislatura.
Venne istituito nel 1993 con la cosiddetta Legge Mattarella (Legge n. 277, Nuove norme per l'elezione della Camera dei deputati), attuata in seguito al referendum abrogativo del 1993. La legge istituì per la Camera dei deputati e per il Senato della Repubblica un sistema di elezione misto, in parte maggioritario e in parte proporzionale. Il 75% dei parlamentari dell'assemblea veniva eletto in collegi uninominali tramite sistema maggioritario a turno unico; il restante 25% alla Camera veniva eletto tramite sistema proporzionale con liste bloccate.
Il collegio venne abolito insieme a tutti gli altri che costituivano la Camera con la promulgazione della legge elettorale successiva, la cosiddetta Legge Calderoli. Questa prevedeva un sistema proporzionale con premio di maggioranza, che alla Camera veniva attribuito a livello nazionale.

## Territorio
Il collegio di Gubbio era uno dei 7 collegi uninominali in cui era suddivisa l'Umbria e, come previsto dal D.Lgs. del 20 dicembre 1993 n. 536, era interamente compreso nella provincia di Perugia e comprendeva i seguenti comuni: Assisi, Bastia Umbra, Cannara, Spello, Fossato di Vico, Gualdo Tadino, Gubbio, Nocera Umbra, Scheggia e Pascelupo, Sigillo, Valfabbrica e Valtopina.

## Eletti
| Elezione | Elezione | Deputato           | Partito            |
| -------- | -------- | ------------------ | ------------------ |
|          | 1994     | Walter Veltroni    | Progressisti (PDS) |
|          | 1996     | Giuseppe Giulietti | L'Ulivo (Ind)      |
| 2001     |          | Giuseppe Giulietti | L'Ulivo (Ind)      |

## Dati elettorali

### XII legislatura

#### Risultati proporzionale
| Coalizioni        | Coalizioni                      | Liste                                 | Liste                              | Voti   | %     |
| ----------------- | ------------------------------- | ------------------------------------- | ---------------------------------- | ------ | ----- |
|                   | Progressisti                    |                                       | Partito Democratico della Sinistra | 30.178 | 36,20 |
|                   | Progressisti                    | Rifondazione Comunista                | 8.318                              | 9,98   |       |
|                   | Progressisti                    | Partito Socialista Italiano           | 2.435                              | 2,92   |       |
|                   | Progressisti                    | Federazione dei Verdi                 | 1.589                              | 1,91   |       |
|                   | Progressisti                    | Alleanza Democratica                  | 788                                | 0,95   |       |
|                   | Progressisti                    | Movimento per la Democrazia - La Rete | 507                                | 0,61   |       |
| Totale coalizione | Totale coalizione               | 43.815                                | 52,57                              |        |       |
|                   | Polo del Buon Governo           |                                       | Alleanza Nazionale                 | 12.372 | 14,84 |
|                   | Polo del Buon Governo           | Forza Italia                          | 12.366                             | 14,84  |       |
| Totale coalizione | Totale coalizione               | 24.738                                | 29,68                              |        |       |
|                   | Patto per l'Italia              |                                       | Partito Popolare Italiano          | 9.123  | 10,94 |
|                   | Patto per l'Italia              | Patto Segni                           | 5.145                              | 6,17   |       |
| Totale coalizione | Totale coalizione               | 14.268                                | 17,11                              |        |       |
|                   | Socialdemocrazia per le Libertà | Socialdemocrazia per le Libertà       | Socialdemocrazia per le Libertà    | 533    | 0,64  |
| Totale            | Totale                          | Totale                                | Totale                             | 83.354 |       |

#### Risultati uninominale
|                               | Walter Veltroni ✔️ Eletto  | Progressisti                                               | 38 815 | 48,10 |  |  |  |  |  |
|                               | Francesca Paola Caccinelli | Polo del Buon Governo (FI - AN - CCD - Uniti per l'Umbria) | 28 445 | 35,25 |  |  |  |  |  |
|                               | Marcello Piccini           | Patto per l'Italia                                         | 13 431 | 16,64 |  |  |  |  |  |
| Totale                        | Totale                     | Totale                                                     | 80 691 | 100   |  |  |  |  |  |
|                               |                            |                                                            |        |       |  |  |  |  |  |
| Fonte: Ministero dell'interno |                            |                                                            |        |       |  |  |  |  |  |

### XIII legislatura

#### Risultati proporzionale
| Coalizioni        | Coalizioni          | Liste                                     | Liste                              | Voti   | %     |
| ----------------- | ------------------- | ----------------------------------------- | ---------------------------------- | ------ | ----- |
|                   | L'Ulivo             |                                           | Partito Democratico della Sinistra | 26.413 | 32,02 |
|                   | L'Ulivo             | Popolari per Prodi (PPI-SVP-PRI-UD-Prodi) | 4.432                              | 5,37   |       |
|                   | L'Ulivo             | Rinnovamento Italiano                     | 3.438                              | 4,17   |       |
|                   | L'Ulivo             | Federazione dei Verdi                     | 1.658                              | 2,01   |       |
| Totale coalizione | Totale coalizione   | 35.941                                    | 43,57                              |        |       |
|                   | Polo per le Libertà |                                           | Alleanza Nazionale                 | 15.081 | 18,28 |
|                   | Polo per le Libertà | Forza Italia                              | 13.684                             | 16,59  |       |
|                   | Polo per le Libertà | CCD-CDU                                   | 5.222                              | 6,33   |       |
| Totale coalizione | Totale coalizione   | 33.987                                    | 41,20                              |        |       |
|                   | Progressisti        |                                           | Rifondazione Comunista             | 11.547 | 14,00 |
|                   | Lega Nord           | Lega Nord                                 | Lega Nord                          | 1.012  | 1,23  |
| Totale            | Totale              | Totale                                    | Totale                             | 82.487 |       |

#### Risultati uninominale
|                               | Giuseppe Giulietti ✔️ Eletto | L'Ulivo             | 46 484 | 57,22 |  |  |  |  |  |
|                               | Fulvio Carlo Maiorca         | Polo per le Libertà | 32 577 | 40,10 |  |  |  |  |  |
|                               | Maria Anna Di Toro           | Lega Nord           | 2 183  | 2,69  |  |  |  |  |  |
| Totale                        | Totale                       | Totale              | 81 244 | 100   |  |  |  |  |  |
|                               |                              |                     |        |       |  |  |  |  |  |
| Fonte: Ministero dell'interno |                              |                     |        |       |  |  |  |  |  |

### XIV legislatura

#### Risultati proporzionale
| Coalizioni        | Coalizioni              | Liste                                 | Liste                   | Voti   | %     |
| ----------------- | ----------------------- | ------------------------------------- | ----------------------- | ------ | ----- |
|                   | Casa delle Libertà      |                                       | Forza Italia            | 17.672 | 21,60 |
|                   | Casa delle Libertà      | Alleanza Nazionale                    | 13.280                  | 16,23  |       |
|                   | Casa delle Libertà      | CCD-CDU                               | 2.719                   | 3,32   |       |
|                   | Casa delle Libertà      | Nuovo PSI                             | 1.290                   | 1,58   |       |
| Totale coalizione | Totale coalizione       | 34.961                                | 42,73                   |        |       |
|                   | L'Ulivo                 |                                       | Democratici di Sinistra | 20.714 | 25,32 |
|                   | L'Ulivo                 | La Margherita (Dem - PPI - RI- UDEUR) | 10.352                  | 12,65  |       |
|                   | L'Ulivo                 | Comunisti Italiani                    | 2.311                   | 2,82   |       |
|                   | L'Ulivo                 | Il Girasole (FdV - SDI)               | 1.299                   | 1,59   |       |
| Totale coalizione | Totale coalizione       | 34.676                                | 42,38                   |        |       |
|                   | Rifondazione Comunista  | Rifondazione Comunista                | Rifondazione Comunista  | 7.069  | 8,64  |
|                   | Lista Di Pietro         | Lista Di Pietro                       | Lista Di Pietro         | 2.237  | 2,73  |
|                   | Democrazia Europea      | Democrazia Europea                    | Democrazia Europea      | 1.268  | 1,55  |
|                   | Lista Pannella - Bonino | Lista Pannella - Bonino               | Lista Pannella - Bonino | 1.189  | 1,45  |
|                   | Paese Nuovo             | Paese Nuovo                           | Paese Nuovo             | 368    | 0,45  |
|                   | Abolizione scorporo     | Abolizione scorporo                   | Abolizione scorporo     | 44     | 0,05  |
| Totale            | Totale                  | Totale                                | Totale                  | 81.812 |       |

#### Risultati uninominale
|                               | Giuseppe Giulietti ✔️ Eletto | L'Ulivo            | 42 778 | 52,93 |  |  |  |  |  |
|                               | Rocco Girlanda               | Casa delle Libertà | 34 011 | 42,08 |  |  |  |  |  |
|                               | Paolo Brufani                | Lista Di Pietro    | 4 033  | 4,99  |  |  |  |  |  |
| Totale                        | Totale                       | Totale             | 80 822 | 100   |  |  |  |  |  |
|                               |                              |                    |        |       |  |  |  |  |  |
| Fonte: Ministero dell'interno |                              |                    |        |       |  |  |  |  |  |